# Montmoure
Montmoure és un antic poble de França al departament del Tarn, que avui forma part de la vila de Saint-Amancet a la que fou agregada el 1824. El nom està format per «mont», i « moure », que vol dir "nas" (un sortint elevat artificial). El 1239 el castell d'Escoussens fou concedit pel comte de Tolosa a Guilhaume Fort de Beaufort i Arnaud de Ventenac esmentats com a senyors de Montmoure; per un acord entre els dos consenyors datat el 1246, Arnaud de Ventenac esdevingué únic senyor de Montis Mauri. L'església parroquial de Santa Maria Magdalena és del segle xi però s'esmenta per primer cop el 1523 al testament d'Astul, senyor de Montmoure, que demanava ser enterrat en aquesta església; fou destruïda en gran part durant les guerres de religió; el 1789 fou agregada a Saint-Vincent de Cahuzac; estava en ruïnes el 1890.